# Giuseppe Cindolo
Giuseppe Cindolo (* 5. August 1945 in Avellino) ist ein ehemaliger italienischer Leichtathlet, der eine Bronzemedaille bei Europameisterschaften und zwei Bronzemedaillen bei Mittelmeerspielen gewann.

## Sportliche Karriere
Der 1,73 Meter große Cindolo lief für Panini Modena und für Alco Rieti. Bei italienischen Meisterschaften siegte er 1974 und 1975 im 5000-Meter-Lauf. Im 10.000-Meter-Lauf gewann er von 1969 bis 1975 sieben Titel in Folge. Auf der Straße siegte er 1974 im Halbmarathon sowie von 1974 bis 1976 im Marathonlauf.
Cindolos internationale Karriere begann 1967 bei den Mittelmeerspielen in Tunis. Über 5000 Meter siegte der Tunesier Mohamed Gammoudi mit zwei Sekunden Vorsprung vor dem Jugoslawen Drago Žuntar, 0,8 Sekunden dahinter lief Cindolo als Dritter ins Ziel. 1969 bei den Europameisterschaften in Athen belegte Cindolo den elften Rang über 10.000 Meter. 1970 bei der Universiade in Turin erlief Cindolo die Bronzemedaille über 5000 Meter. 1971 belegte Cindolo über 3000 Meter den siebten Platz bei den Halleneuropameisterschaften in Sofia. Bei den Mittelmeerspielen in Izmir erreichte Cindolo den fünften Platz über 5000 Meter, über 10.000 Meter gewann er die Bronzemedaille hinter den Spaniern Javier Álvarez und Mariano Haro. 1972 bei den Olympischen Spielen in München schied Cindolo im Vorlauf über 10.000 Meter aus.
Auf dem Höhepunkt seiner Karriere trat Cindolo bei den Europameisterschaften 1974 in Rom in zwei Wettbewerben an. Am 2. September lief er im 10.000-Meter-Lauf seine Karrierebestleistung von 28:27,05 Minuten und wurde damit Dritter hinter Manfred Kuschmann aus der DDR und dem Briten Tony Simmons. Sechs Tage später startete Cindolo auch im Marathonlauf. Hier wurde er in 2:20:28,1 Stunden Siebter. Am 7. Dezember 1975 belegte Cindolo den vierten Platz beim Fukuoka-Marathon. Sein dabei aufgestellter italienischer Rekord von 2:11:45 Stunden wurde erst 1981 unterboten. 1976 trat Cindolo bei den Olympischen Spielen in Montreal nur im Marathon an, kam aber nicht ins Ziel.
Insgesamt trat Cindolo bei 46 internationalen Meisterschaften oder Länderkämpfen im italienischen Nationaltrikot an. Später unterrichtete er an der Fakultät für Sport an der Universität Urbino. Er war Präsident der Federazione Italiana Educatori Fisici e Sportivi.